# Ribnica na Pohorju
Ribnica na Pohorju là một khu tự quản ở phía bắc của Slovenia. Khu tự quản này nằm ở các đồi Pohorje phía tây Maribor. Khu vực này đã từng thuộc vùng truyền thống Hạ Styria. Ngày nay nó thuộc vùng thống kê Koroška.
Ribnica na Pohorju có diện tích 59,3 km2, dân số là 1254 người (năm 2002). Nhà thờ giáo xứ ở khu tự quản này dành cho Saint Bartholomew và thuộc Tổng giáo phận Công giáo Rôma Maribor.